# メタル・ジャスティス
『メタル・ジャスティス (...And Justice For All)』は、メタリカが1988年に発表した4作目のスタジオ・アルバム。

## 解説
ジェイソン・ニューステッド加入後としては初のスタジオ・アルバムだが、ベースの音がほとんど聞こえないミックスのため、ベースは録音されていないのでは、といった疑惑もあったが、2015年に同アルバムでミキシングを務めたスティーブ・トンプソンがインタビューでこの事について触れ、レコーディング当時、ラーズからドラムの音を目立たせる為に、ベースの音を下げる要求があり、その要求が通らなければバンドを脱退すると言った、という経緯を話していたが、ラーズ本人は記憶にない様子であった事から、真相は現在も明確にはなっていない。
変拍子の多用や大作指向の楽曲から、オールミュージックでは「メタリカの作品中最も複雑で野心的」と評されている。
タイトル・ナンバーは、同名の原題で、腐敗した法曹界を描いた映画『ジャスティス』にインスパイアされた。ジャケットも、ギリシア神話の法・掟の女神、テミスの石像が縄で縛られ、持っている天秤は金によって傾けられている、という皮肉が込められている。
その他に、腐敗や核戦争など、アルバムを通しての社会的なテーマが強く、当時流行をしていたヘヴィメタル・バンドの歌詞（ファンタジー、ドラッグやアルコール、自動車や二輪車、性的な内容）と比べ、知的であると新聞等のメディアに取り上げられた。
シングル「ワン」は、メタリカにとって初のミュージック・ビデオが制作され、同曲はグラミー賞のベスト・メタル・パフォーマンス部門を受賞。

## 収録曲
「ザ・プリンス」は日本盤ボーナス・トラックで、ダイアモンド・ヘッドのカヴァー。
1. ブラッケンド - Blackened (Hetfield, Ulrich, Newsted)
核戦争後の壊滅的な世界を描いている。当時は、アフガニスタン紛争やイラン・イラク戦争などの真っ只中だった。
イントロのギター演奏は、デモを逆再生したものである。
2. メタル・ジャスティス - ...And Justice for All (Hetfield, Ulrich, Hammett)
先述の通り、同名の原題である映画『ジャスティス』にインスパイアを受けたタイトル・ナンバー。司法システムの矛盾点を突いている。
3. アイ・オブ・ザ・ビホールダー - Eye of the Beholder (Hetfield, Ulrich, Hammett)
表現の自由や選択の自由について歌っている。
4. ワン - One (Hetfield, Ulrich)
ダルトン・トランボの小説『ジョニーは戦場へ行った』をヒントに作られ、メタリカにとって初のミュージック・ビデオには、原作映画のシーンが差し込まれている。
「One」とは「孤独」、そして地雷（映画では砲弾）により手足を失った「だるま」という意味で、研究のために機械に縛り付けられ、生かされている恐怖を描いている。
グラミー賞のベスト・メタル・パフォーマンス部門を受賞。
5. ザ・ショーテスト・ストロー - The Shortest Straw (Hetfield, Ulrich)
6. ハーヴェスター・オブ・ソロー - Harvester of Sorrow (Hetfield, Ulrich)
映画『シャイニング』から着想を得た楽曲。
最愛の父親が、虐待や嬰児殺しで狂気に変わっていくストーリー。
7. ザ・フレイド・エンズ・オブ・サニティ - The Frayed Ends of Sanity (Hetfield, Ulrich, Hammett)
8. トゥ・リヴ・イズ・トゥ・ダイ - To Live is to Die (Hetfield, Ulrich, Burton)
9. ダイアーズ・イヴ - Dyers Eve (Hetfield, Ulrich, Hammett)
ジェイムズ・ヘットフィールドが、新興宗教の間違った教育を受けさせた亡き両親への怒りを綴った内容となっている。
10. ザ・プリンス - The Prince (Sean Harris, Brian Tatler)

## レコーディングメンバー
- ジェイムズ・ヘットフィールド-ヴォーカル、リズムギター
- ラーズ・ウルリッヒ-ドラムス
- カーク・ハメット-リードギター
- ジェイソン・ニューステッド-ベースギター